# Castel Sant’Elmo (Neapel)

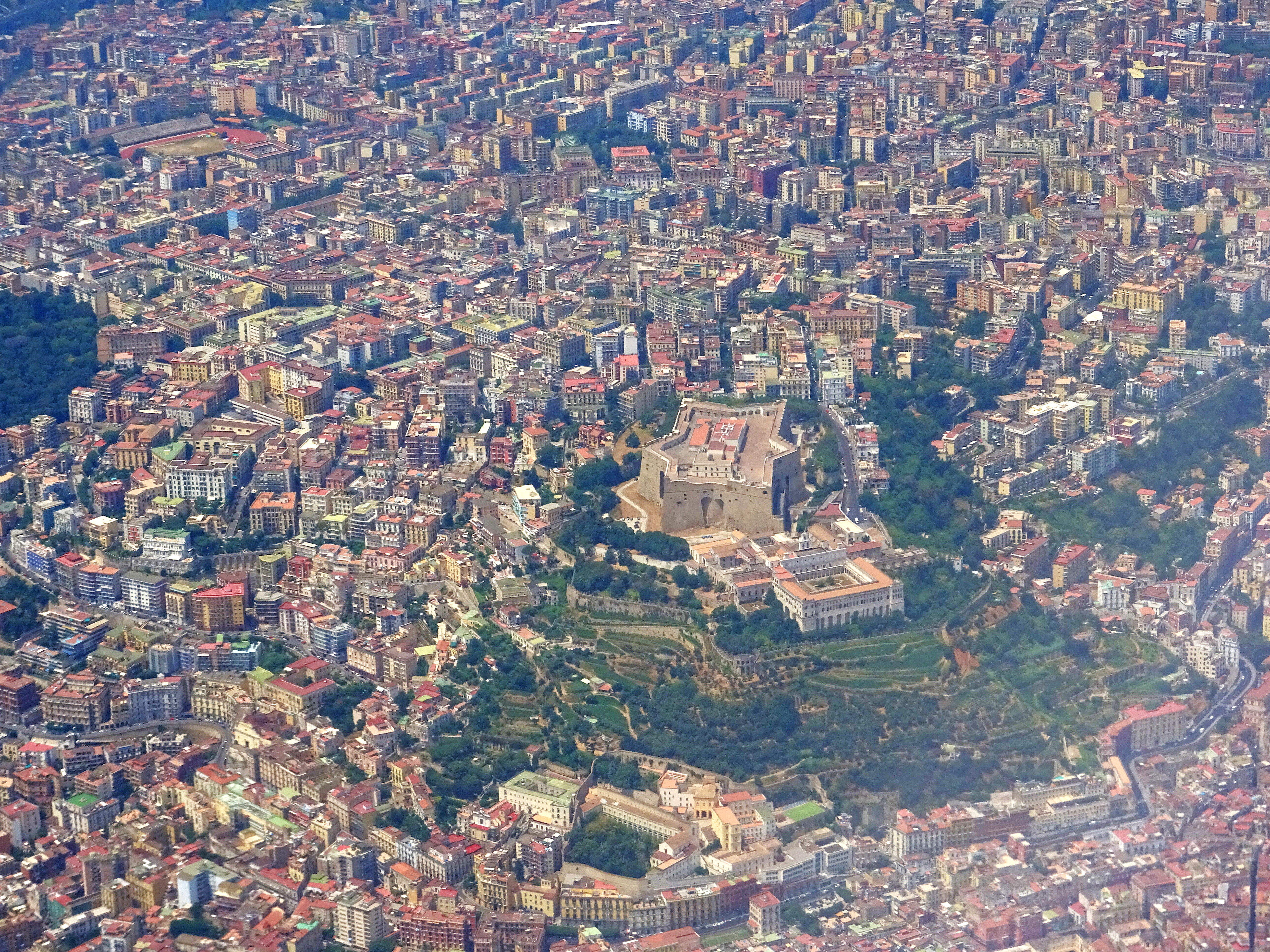
Das Castel Sant’Elmo in Neapel aus der Luft

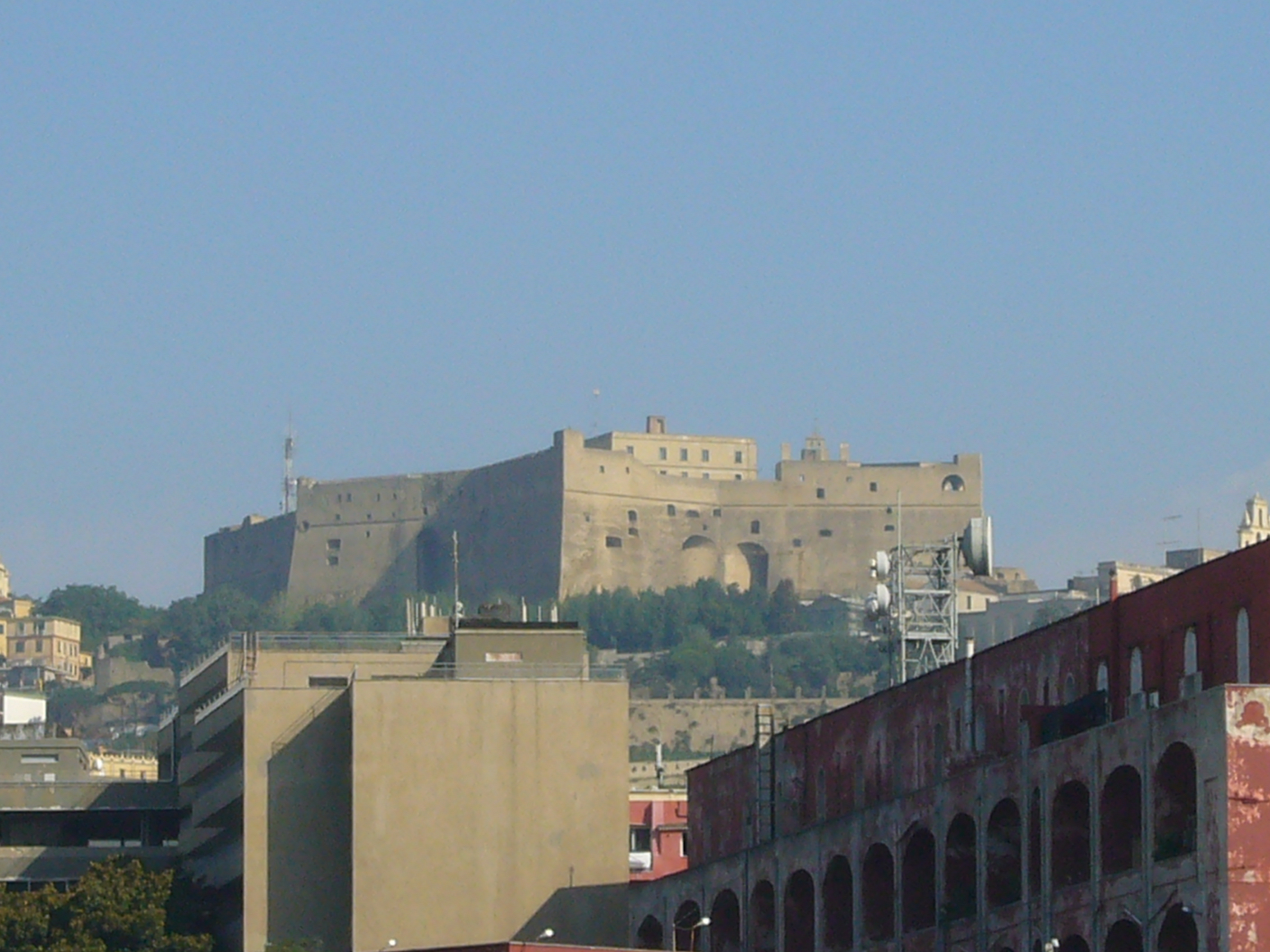
Castel Sant’Elmo in Neapel.

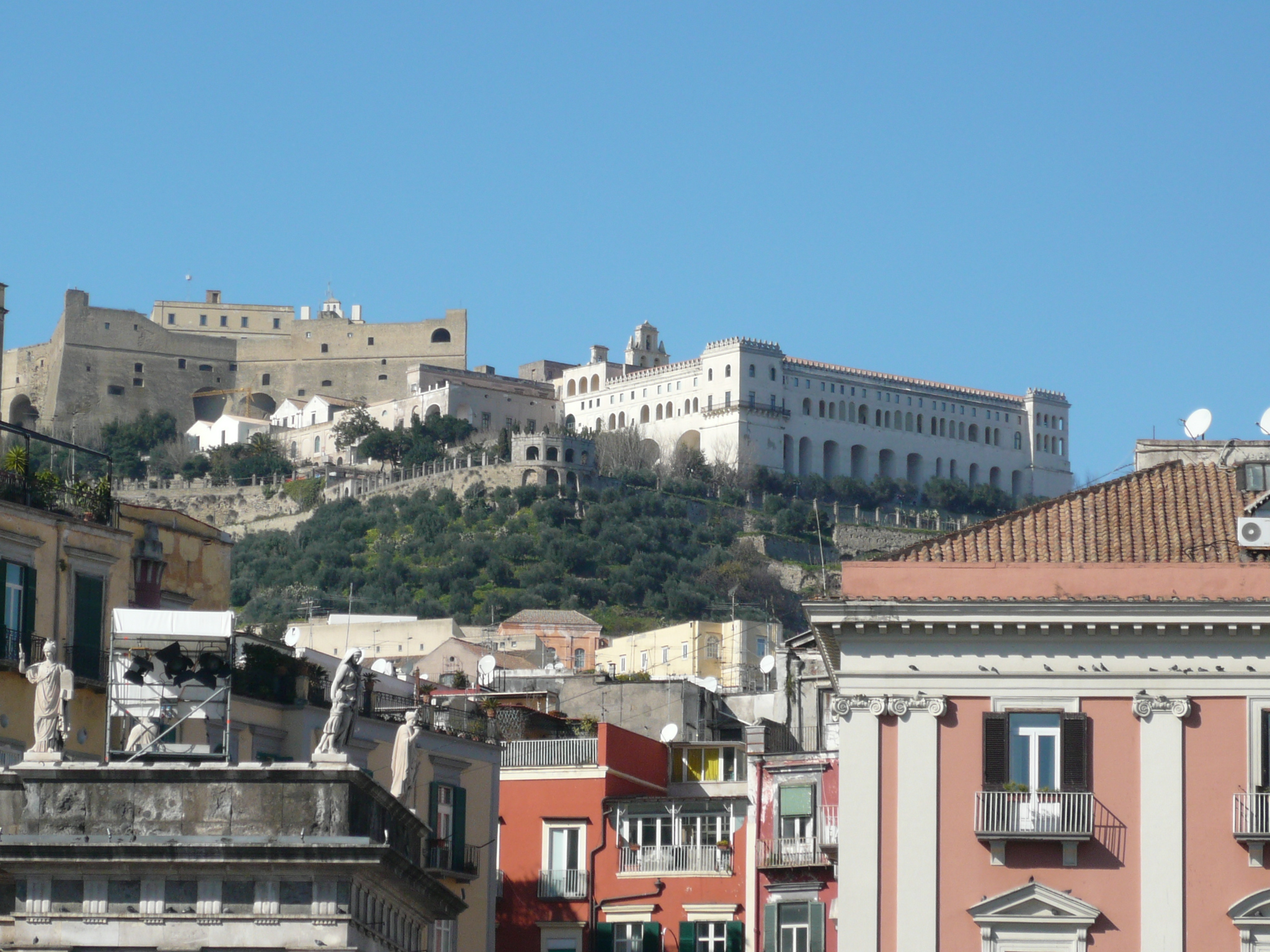
Castel Sant’Elmo und die Certosa di San Martino

Das Castel Sant’Elmo ist eine Festung in Neapel, Italien. Direkt daneben liegt das Kloster Certosa di San Martino. Diese beiden Gebäude liegen über der Stadt auf dem Vomero und sind damit weithin sichtbare Wahrzeichen der Stadt. Der Name „Sant’Elmo“ stammt von einer Kirche aus dem 10. Jahrhundert, Sant'Erasmo, deren Name zu „Ermo“ und später „Elmo“ verkürzt wurde.

## Geschichte
Der Bau der Festung begann 1329 während der Regentschaft von Robert von Anjou und wurde im Jahr seines Todes 1343 abgeschlossen. Pedro Álvarez de Toledo, der spanische Vizekönig von Neapel ließ die Festung zwischen 1537 und 1547 wiederaufbauen. Vollendet wurde der Ausbau der Festung unter dem architetto regio Gian Giacomo dell’Acaja.
Die Festung wurde sternförmig mit sechs Wällen angelegt. Während der Revolution von 1647, dem Masaniello-Aufstand, fand der spanische Vizekönig in der Festung Zuflucht vor den Revolutionären. Sant’Elmo war auch ein Symbol der nur kurz währenden Neapolitanischen Republik von 1799.
Von 1860 bis 1952 diente die Festung als Militärgefängnis und blieb danach noch bis 1979 in Militärbesitz. Nach mehrjährigen Renovierungsarbeiten ist das Castel Sant’Elmo seit 1982 öffentlich zugänglich.
Die Festung beherbergt heute verschiedene Kultur- und Wissenschaftseinrichtungen, unter anderem die Kunsthistorische Bibliothek (Biblioteca di Storia dell’Arte).

## Panorama Festung und Museum

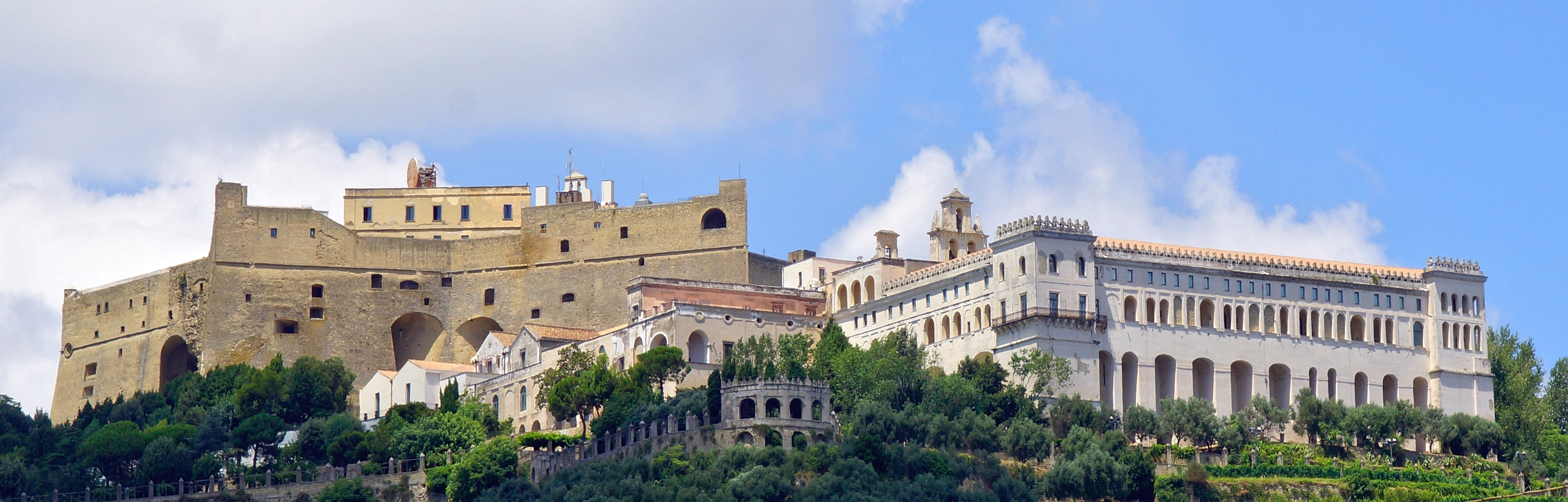
Festung Castel Sant’Elmo und Museum Certosa di San Martino auf dem Stadthügel Vomero